# Drágám, a kölyök marha nagy lett!
A Drágám, a kölyök marha nagy lett! (eredeti cím: Honey I Blew Up the Kid) 1992-ben bemutatott egész estés amerikai ifjúsági sci-fi filmvígjáték, melyet Thom Eberhardt, Peter Elbling és Garry Goodrow forgatókönyvéből Randal Kleiser rendezett. Az 1989-ben megjelent Drágám, a kölykök összementek! folytatása. A főbb szerepekben Rick Moranis, Marcia Strassman, Robert Oliveri és Daniel Shalikar látható. A Walt Disney Pictures gyártásában készült és a Buena Vista Pictures hozta forgalomba.
Az Amerikai Egyesült Államokban 1992. július 17-én, Magyarországon pedig 1993. július 9-én mutatták be.

## Cselekmény
Három év telt el azóta, hogy a Szalinski családban a gyermekek összementek, de azóta a családban nem történt túl sok érdekes. A bogaras tudós apa ezúttal a molekulák felnagyításával foglalkozik. Csodás kollégának tekintik a legújabb munkahelyén is. Szerencsétlen fordulat, hogy a legkisebbik Szalinski gyermek pont oda jár, ahol a tudós kísérletezik. Abban a pillanatban, ahogy tudós beindítja azokat a sugarakat, amelyek a molekulák nagyításra képesek, a gyermek pont a sugarak útjába kerül. Adam Szalinski olyan gyorsan megnő, mint amilyen sebes egy rakéta. Nemsokára hatalmas óriássá cseperedik a fiú, és bánatában elrejtőzik a sivatagban. A család többi tagja eközben aggódik érte, hogy vajon hová tűnhetett, és mindent képesek megtenni azért, hogy megtalálják az elveszett gyermeket, bármerre is jár.

## Szereplők
| Szerep                  | Színész                   | Magyar hang           |
| ----------------------- | ------------------------- | --------------------- |
| Wayne Szalinski         | Rick Moranis              | Kassai Károly         |
| Diane Szalinski         | Marcia Strassman          | Hámori Ildikó         |
| Nick Szalinski          | Robert Oliveri            | Kolovratnik Krisztián |
| Adam Szalinski          | Daniel és Joshua Shalikar | Szalay Csongor        |
| Clifford Sterling       | Lloyd Bridges             | Velenczey István      |
| Dr. Charles Hendrickson | John Shea                 | Forgács Gábor         |
| Mandy Park              | Keri Russell              | Madarász Éva          |
| Marshall Brooks         | Ron Canada                | Kránitz Lajos         |
| Amy Szalinski           | Amy O'Neill               | Biró Anikó            |
| Ed Myerson kapitány     | Michael Milhoan           | Kristóf Tibor         |
| Terence Wheeler         | Gregory Sierra            | Tolnai Miklós         |
| Constance Winters       | Leslie Neale              | ?                     |
| Smitty                  | Kenneth Tobey             | Makay Sándor          |
| Labortechnikus          | Lisa Mende                | Némedi Mari           |
| Labortechnikus          | John Paragon              | Salinger Gábor        |